# Перехідне випромінювання
Перехідне випромінювання — випромінювання швидкої зарядженої частки, яка перетинає границю розділу середовищ з різними
діелектричними проникностями.

## Суть явища
Електричне поле навколо заряду в середовищі залежить від діелектричної проникності середовища. Якщо швидка частинка перетинає границю двох середовищ, то створене нею електричне поле
зазнає значної перебудови. Ця перебудова супроводжується випромінюванням електромагнітних хвиль, яке називають перехідним. Перехідне випромінювання направлене переважно у напрямку руху частинки. Його інтенсивність незначна й приблизно пропорційна енергії частинки.

## Використання
Перехідне випромінювання використовується для детектування швидких часток. Для збільшення інтенсивності випромінювання детектори зазвичай конструюються так, щоб частинка перетинала межу різних середовищ кілька разів.